# Estanislao de Urquijo y Ussía
Estanislao d'Urquijo y Ussía (Madrid, 13 de novembre de 1872 - Llodio, 15 d'agost de 1948), III marquès d'Urquijo, va ser un polític i banquer espanyol, diputat i senador de les Corts de la Restauració.
Va ser elegit diputat a Corts pel districte alabès d'Amurrio en els successius comicis de 1898, 1899, 1901, 1903, 1905 i 1907.
Va rebre el títol nobiliari de marquès d'Urquijo en 1914 després de morir el seu progenitor, va ser elegit senador per la província d'Àlaba en 1910 i en 1918. En 1918 va ser anomenat gran d'Espanya i a partir de llavors es va convertir en senador per dret propi.
Va ser president del Banc Miner Industrial d'Astúries, vicepresident del Banco Urquijo i primer president de la Companyia Telefònica Nacional d'Espanya (1924-1945).